# Station Wremen
Station Wremen (Bahnhof Wremen) is een spoorwegstation in de Duitse plaats Wremen, in de deelstaat Nedersaksen. Het station ligt aan de spoorlijn Bremerhaven - Cuxhaven. Het station telt één perronspoor. Op het station stoppen alleen treinen van de EVB.

## Treinverbindingen
De volgende treinserie doet station Wremen aan:
| Serie | Treinsoort         | Route                                                                            | Bijzonderheden |
| ----- | ------------------ | -------------------------------------------------------------------------------- | -------------- |
| RB 33 | Regionalbahn (EVB) | Buxtehude – Bremervörde – Bremerhaven Hbf – Bremerhaven-Lehe – Wremen – Cuxhaven |                |